# Drepanulatrix faeminaria
Drepanulatrix faeminaria är en fjärilsart som beskrevs av Achille Guenée 1858. Drepanulatrix faeminaria ingår i släktet Drepanulatrix och familjen mätare. Inga underarter finns listade i Catalogue of Life.